# Bandeira de São Pirão
A bandeira de São Pirão (em córnico:  Baner Peran) é a bandeira do condado inglês da Cornualha. A descrição mais antiga conhecida da bandeira como estandarte de Cornualha foi escrita em 1838. É usada por alguns córnicos como símbolo da sua identidade.